# 1736 en science
| Années de la science : 1733 - 1734 - 1735 - 1736 - 1737 - 1738 - 1739    |
| Décennies de la science : 1700 - 1710 - 1720 - 1730 - 1740 - 1750 - 1760 |

Cet article présente les faits marquants de l'année 1736 en science.

## Événements
- 2 mai : départ de Dunkerque de l'expédition géodésique de Maupertuis, assisté de Camus et de Le Monnier et accompagné par Anders Celsius en Laponie[1]. La mission consiste à mesurer la longueur d'un arc de méridien terrestre d'un degré pour déterminer si la terre est aplatie aux pôles.
- 19 juin (8 juin du calendrier julien) : lettre du mathématicien suisse Leonhard Euler à James Stirling décrivant la formule d'Euler-Maclaurin, fournissant un lien entre les intégrales et le Calcul infinitésimal[2].
- 24 juin : le naturaliste français Charles Marie de La Condamine envoie une note a l’Académie royale des sciences de Paris où il fait la première description du caoutchouc  en Équateur[3].

## Publications
- Leonhard Euler : Mechanica sive motus scientia analytice exposita (Traité de mécanique générale), Saint -Pétersbourg.
- Isaac Newton : Method of Fluxions (posthume) sur le calcul différentiel. Thomas Bayes publie une Introduction to the Doctrine of Fluxions, and Defence of the Mathematicians against the Objections of the Autbor of the Analyst, so far as they are designed to affect the General Methods of Reasoning.
- Voltaire : l'épître sur Newton, publié à la suite de son exil en Angleterre (1726-1728), où il prend connaissance de l'œuvre de Newton.

## Prix
- Médailles de la Royal Society
  - Médaille Copley : John Theophilus Desaguliers, pour des expériences de mécanique newtonienne.

## Naissances

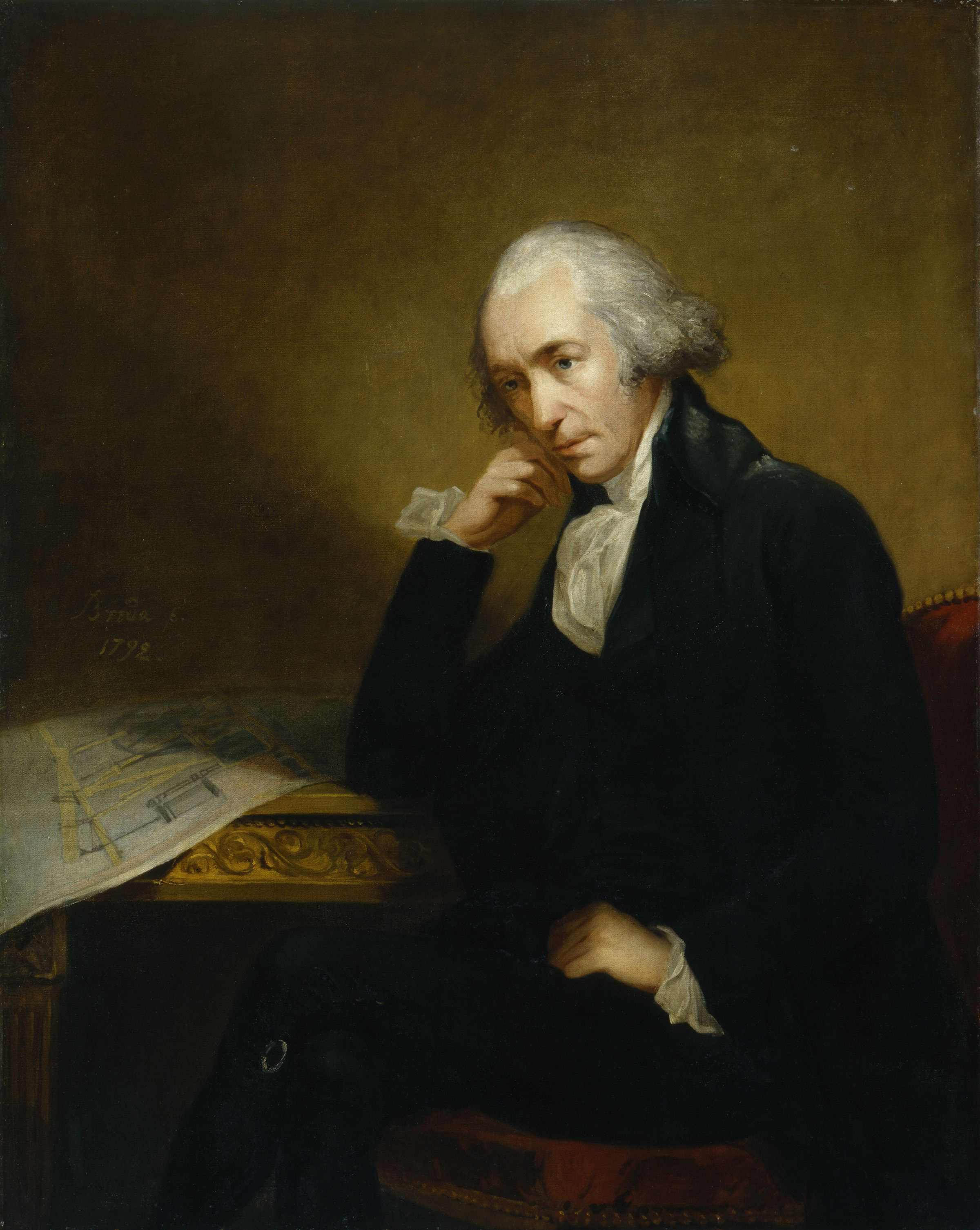
James Watt

- 19 janvier : James Watt (mort en 1819), mathématicien et ingénieur écossais.
- 25 janvier : Joseph-Louis Lagrange (mort en 1813), mathématicien et  astronome italien de famille française.
- 5 février : Frédéric-Louis Allamand (mort après 1803), botaniste suisse.
- 14 juin : Charles-Augustin de Coulomb (mort en 1806), physicien français.
- 16 août : Valentin Rose (de) (mort en 1771), chimiste allemand.
- 19 août : Erland Samuel Bring (mort en 1798), mathématicien  suédois.
- 26 août : Jean-Baptiste Romé de l'Isle (mort en 1790), minéralogiste français.
- 15 septembre : Jean Sylvain Bailly (mort en 1793), mathématicien, astronome et homme politique français.

- Pierre-Antoine Véron (mort en 1770), astronome, explorateur et mathématicien français.
- Edward Waring (mort en 1798), mathématicien britannique, qui a posé le problème de Waring.

## Décès
- 7 février : Stephen Gray (né en 1666), physicien britannique.
- 2 mai : Albertus Seba (né en 1665), zoologiste et pharmacien hollandais.
- 16 septembre : Gabriel Fahrenheit (né en 1686), physicien et ingénieur allemand.